# Langihryggur (berg)
Langihryggur är ett berg i republiken Island. Det ligger i regionen Norðurland vestra, 180 km nordost om huvudstaden Reykjavík. Toppen på Langihryggur är 891 meter över havet.
Trakten runt Langihryggur är nära nog obefolkad, med mindre än två invånare per kvadratkilometer. Det finns inga samhällen i närheten. Trakten runt Langihryggur är ofruktbar med lite eller ingen växtlighet.